# USS Nimitz (CVN-68)
USS Nimitz (CVN-68) är ett amerikanskt hangarfartyg och det första av Nimitz-klass.  Hangarfartyget fick sitt namn efter Chester W. Nimitz som tjänstgjorde i andra världskriget och var flottans sista femstjärniga amiral.
Sedan 2012 är fartyget det äldsta tjänstgörande hangarfartyget i USA:s flotta. Nimitz planeras att tas ur bruk år 2025.